# Pasirhalang (Cisarua)
Pasirhalang is een bestuurslaag in het regentschap West-Bandung van de provincie West-Java, Indonesië. Pasirhalang telt 5579 inwoners (volkstelling 2010).